# Мартан
Мартан (чечен. Марта, Март) — река в России, протекает в Чечне. Устье реки находится в 112 км от устья Сунжи по правому берегу. Длина реки составляет 61 км, площадь водосборного бассейна — 540 км². В верховье в Мартан впадают Бежиахк, Дунгахи, Суроты, Мишинхи, а в низовье — Танги, Рошня. Последние две впадают в Мартан в черте города Урус-Мартан.

## Этимология
Автор труда «Топонимия Чечено-Ингушетии» чеченский краевед Ахмад Сулейманов писал, что чеченское слово марта переводится как «обильное». Поспелов Е. М. в своих трудах указывал, что слово марта восходит к чеченскому диалектическому слову фарта с тем же значением — «обильная, благодатная».

## Данные водного реестра
По данным государственного водного реестра России относится к Западно-Каспийскому бассейновому округу, водохозяйственный участок реки — Сунжа от истока до города Грозный. Речной бассейн реки — Реки бассейна Каспийского моря междуречья Терека и Волги.
Код объекта в государственном водном реестре — 07020001112108200005710.